# Futbol'nyj Klub Dinamo Moskva 1936
Questa voce raccoglie le informazioni riguardanti il Futbol'nyj Klub Dinamo Moskva nelle competizioni ufficiali della stagione 1936.

## Stagione
La Dinamo Mosca s'iscrive al primo campionato sovietico di calcio, torneo a 7 squadre dalla durata bimensile (tra maggio e luglio) con un turno di riposo e una formula che prevede un solo incontro tra ogni squadra. La vittoria vale tre punti, il pareggio due e la sconfitta un punto.
Konstantin Kvašnin è nominato allenatore della squadra nel 1935 e mantiene l'incarico anche l'anno seguente. Dopo la prima agevole vittoria nella trasferta di Kiev (1-5), la Dinamo Mosca gioca cinque partite di fila in casa – a nessun'altra squadra sarà concesso di giocarne tante davanti al proprio pubblico – compresi i primi derby moscoviti con Lokomotiv Mosca (3-1), Spartak Mosca (2-0) e CDKA Mosca, che prende sei reti nel secondo tempo dopo esser stata in vantaggio 2-0 per buona parte del primo tempo. Al termine del torneo, concluso da imbattuto, il club è eletto primo campione sovietico della storia. L'attaccante Michail Semičastnyj è il miglior marcatore dell'edizione con sei centri davanti ai compagni di squadra Pavlov e Smirnov, fermi a cinque.
In Coppa la squadra si ritira al secondo turno contro lo Stakanovec' Kadievka. Al termine della prima edizione della Coppa dell'Unione Sovietica, è organizzato un secondo campionato sovietico di calcio nello stesso anno in autunno (settembre-ottobre). La formula resta immutata e rispetto all'edizione precedente, si gioca con una formazione in più (la Dinamo Tbilisi, promossa dalla seconda divisione). La Dinamo incomincia vincendo il primo turno e superando la Dinamo Kiev con un rocambolesco 6-4 in casa: gli ucraini costringono i padroni di casa alla rimonta per due volte. Seguono i pareggi con Dinamo Tbilisi e Spartak: quest'ultimo arriva dopo che la Dinamo è stata in vantaggio per 2-0 e per 3-2 nel corso dell'incontro, venendo raggiunta sul pari nel finale. Il 12 ottobre seguente la Dinamo Mosca perde la prima partita della propria storia: la Lokomotiv rimonta, in trasferta, e vince 2-1 l'incontro. Cinque giorni dopo, la Dinamo rifila un 6-0 al CDKA e si gioca la vittoria del titolo all'ultima giornata, precedendo le partite di Spartak, Lokomotiv e Dinamo Tbilisi, tutte in corsa per il successo finale: l'1-1 rimediato a Leningrado con la Dinamo, consente allo Spartak Mosca di aggiudicarsi la seconda edizione del campionato sovietico davanti alle Dinamo di Mosca e di Tbilisi, arrivate a pari punti (la squadra di Kvašnin è seconda per differenza reti).

## Rosa
Fokin e Dubinin hanno giocato solo il campionato primaverile. Černyšëv, Kačalin e Sokolov hanno giocato solo il campionato autunnale.
| N. |                             | Ruolo | Calciatore          |
| -- | --------------------------- | ----- | ------------------- |
|    | Unione Sovietica (bandiera) | P     | Evgenij Fokin       |
|    | Unione Sovietica (bandiera) | P     | Aleksandr Krasnikov |
|    | Unione Sovietica (bandiera) | P     | Nikolaj Sokolov     |
|    | Unione Sovietica (bandiera) | D     | Lev Korčebokov      |
|    | Unione Sovietica (bandiera) | D     | Viktor Teterin      |
|    | Unione Sovietica (bandiera) | C     | Arkadij Černyšëv    |
|    | Unione Sovietica (bandiera) | C     | Viktor Dubinin      |
|    | Unione Sovietica (bandiera) | C     | Evgenij Eliseev     |
|    | Unione Sovietica (bandiera) | C     | Gavriil Kačalin     |

| N. |                             | Ruolo | Calciatore          |
| -- | --------------------------- | ----- | ------------------- |
|    | Unione Sovietica (bandiera) | A     | Sergej Il'in        |
|    | Unione Sovietica (bandiera) | A     | Michail Jakušin     |
|    | Unione Sovietica (bandiera) | A     | Vasilij Pavlov      |
|    | Unione Sovietica (bandiera) | A     | Michail Semičastnyj |
|    | Unione Sovietica (bandiera) | -     | Pavel Korotkov      |
|    | Unione Sovietica (bandiera) | -     | Aleksej Lapšin      |
|    | Unione Sovietica (bandiera) | -     | Aleksej Ponomarëv   |
|    | Unione Sovietica (bandiera) | -     | Aleksandr Rëmin     |
|    | Unione Sovietica (bandiera) | -     | Vasilij Smirnov     |

## Risultati

### Gruppa A primavera
Ha riposato durante la quarta giornata del campionato.

| Arbitro: | Aleksandr Ščelčkov (Mosca) |

|              |           |                                                      |
| Machinja 80’ | Marcatori | 8’, 15’ Pavlov 23’ Smirnov 73’ Semičastnyj 77’ Il'in |

| Arbitro: | Lev Ioselevič (Charkiv) |

|                           |           |  |
| Il'in 16’ Semičastnyj 79’ | Marcatori |  |

| Arbitro: | Vladimir Bystrov (Leningrado) |

|                                           |           |              |
| Smirnov 8’ (rig.), 18’ Andreev 40’ (aut.) | Marcatori | 30’ Terenkov |

| Arbitro: | Vladimir Strepicheev (Mosca) |

|                                                              |           |              |
| Il'in 30’ Semičastnyj 36’ Jakušin 50’ Smirnov 60’ Pavlov 84’ | Marcatori | 65’ Artem'ev |

| Arbitro: | Ivan Ioselevič (Charkiv) |

|            |           |  |
| Pavlov 86’ | Marcatori |  |

| Arbitro: | Vasilij Butusov (Leningrado) |

|                                                            |           |                         |
| Smirnov 47’ Il'in 53’ Pavlov 66’ Semičastnyj 79’, 89’, 90’ | Marcatori | 10’ Petrov 26’ Mitronov |

### Gruppa A autunno
| Arbitro: | Vladimir Strepicheev (Mosca) |

|                   |           |                                   |
| Jarcev 37’ (rig.) | Marcatori | 18’ Il'in 23’, 87’ (rig.) Smirnov |

| Arbitro: | Nikolaj Usov (Leningrado) |

|                                                                   |           |                                                      |
| Pavlov 2’, 63’ Eliseev 4’ Jakušin 49’ Smirnov 60’ Semičastnyj 66’ | Marcatori | 1’ Machinja 30’ Komarov 47’ Ščegodskij 88’ Šilovskij |

| Arbitro: | Pavel Evdokimov (Leningrado) |

|             |           |             |
| Jakušin 38’ | Marcatori | 9’ Paičadze |

| Arbitro: | Viktor Rjabokon' (Mosca) |

|                             |           |                                              |
| Il'in 5’, 23’ Ponomarëv 72’ | Marcatori | 38’ Livencev 48’ Stepanov 78’ (rig.) Glazkov |

| Arbitro: | Aleksandr Ščelčkov (Mosca) |

|           |           |                         |
| Il'in 15’ | Marcatori | 45’ Kireev 86’ Terenkov |

| Arbitro: | Vladimir Bystrov (Leningrado) |

|  |           |                                                       |
|  | Marcatori | 2’, 5’ Smirnov 38’, 44’ Il'in 68’ Eliseev 73’ Jakušin |

| Arbitro: | Vladimir Bystrov (Leningrado) |

|           |           |             |
| Bykov 35’ | Marcatori | 69’ Jakušin |

### Statistiche di squadra
| Competizione         | Punti         | In casa | In casa | In casa | In casa | In casa | In casa | In trasferta | In trasferta | In trasferta | In trasferta | In trasferta | In trasferta | Totale | Totale | Totale | Totale | Totale | Totale | DR  |
| Competizione         | Punti         | G       | V       | N       | P       | Gf      | Gs      | G            | V            | N            | P            | Gf           | Gs           | G      | V      | N      | P      | Gf     | Gs     | DR  |
| -------------------- | ------------- | ------- | ------- | ------- | ------- | ------- | ------- | ------------ | ------------ | ------------ | ------------ | ------------ | ------------ | ------ | ------ | ------ | ------ | ------ | ------ | --- |
| Gruppa A (primavera) | 18            | 5       | 5       | 0       | 0       | 17      | 4       | 1            | 1            | 0            | 0            | 5            | 1            | 6      | 6      | 0      | 0      | 22     | 5      | +17 |
| Gruppa A (autunno)   | 16            | 4       | 2       | 1       | 1       | 11      | 7       | 3            | 1            | 2            | 0            | 10           | 2            | 7      | 3      | 3      | 1      | 21     | 12     | +9  |
| Kubok SSSR           | secondo turno | -       | -       | -       | -       | -       | -       | -            | -            | -            | -            | -            | -            | -      | -      | -      | -      | -      | -      | -   |
| Totale               | -             | 9       | 7       | 1       | 1       | 28      | 11      | 4            | 2            | 2            | 0            | 15           | 3            | 13     | 9      | 3      | 1      | 43     | 17     | +26 |

### Andamento in campionato

#### Gruppa A (primavera)
| Giornata  | 1 | 2 | 3 | 4 | 5 | 6 | 7 |
| --------- | - | - | - | - | - | - | - |
| Luogo     | T | C | C | R | C | C | C |
| Risultato | V | V | V | R | V | V | V |
| Posizione | 2 | 2 | 1 | 1 | 1 | 1 | 1 |

Fonte:  Soviet Union 1936, su rsssf.com, RSSSF.
Legenda:

Luogo: C = Casa; T = Trasferta. Risultato: V = Vittoria; N = Pareggio; P = Sconfitta.

#### Gruppa A (autunno)
| Giornata  | 1 | 2 | 3 | 4 | 5 | 6 | 7 |
| --------- | - | - | - | - | - | - | - |
| Luogo     | T | C | C | C | T | T | C |
| Risultato | V | V | P | N | V | N | N |
| Posizione | - | - | - | - | - | - | 2 |

Fonte:  Soviet Union 1936, su rsssf.com, RSSSF.
Legenda:

Luogo: C = Casa; T = Trasferta. Risultato: V = Vittoria; N = Pareggio; P = Sconfitta.

### Statistiche dei giocatori
| Giocatore     | Gruppa A (primavera) | Gruppa A (primavera) | Gruppa A (primavera) | Gruppa A (primavera) | Gruppa A (autunno) | Gruppa A (autunno) | Gruppa A (autunno) | Gruppa A (autunno) | Kubok SSSR | Kubok SSSR | Kubok SSSR  | Kubok SSSR | Totale   | Totale | Totale      | Totale     |
| Giocatore     | Presenze             | Reti                 | Ammonizioni          | Espulsioni           | Presenze           | Reti               | Ammonizioni        | Espulsioni         | Presenze   | Reti       | Ammonizioni | Espulsioni | Presenze | Reti   | Ammonizioni | Espulsioni |
| ------------- | -------------------- | -------------------- | -------------------- | -------------------- | ------------------ | ------------------ | ------------------ | ------------------ | ---------- | ---------- | ----------- | ---------- | -------- | ------ | ----------- | ---------- |
| A. Černyšëv   | 0                    | 0                    | 0                    | 0                    | 1                  | 0                  | 0                  | 0                  | 0          | 0          | 0           | 0          | 1        | 0      | 0           | 0          |
| V. Dubinin    | 1                    | 0                    | 0                    | 0                    | 0                  | 0                  | 0                  | 0                  | 0          | 0          | 0           | 0          | 1        | 0      | 0           | 0          |
| E. Eliseev    | 6                    | 0                    | 0                    | 0                    | 7                  | 2                  | 0                  | 0                  | 0          | 0          | 0           | 0          | 13       | 2      | 0           | 0          |
| S. Il'in      | 6                    | 4                    | 0                    | 0                    | 7                  | 6                  | 0                  | 0                  | 0          | 0          | 0           | 0          | 13       | 10     | 0           | 0          |
| V. Kačalin    | 0                    | 0                    | 0                    | 0                    | 2                  | 0                  | 0                  | 0                  | 0          | 0          | 0           | 0          | 2        | 0      | 0           | 0          |
| A. Krasnikov  | 4+1                  | -2                   | 0                    | 0                    | 6                  | -11                | 0                  | 0                  | 0          | 0          | 0           | 0          | 11       | -13    | 0           | 0          |
| P. Korotkov   | 4                    | 0                    | 0                    | 0                    | 5                  | 0                  | 0                  | 0                  | 0          | 0          | 0           | 0          | 9        | 0      | 0           | 0          |
| L. Korčebokov | 5                    | 0                    | 0                    | 0                    | 7                  | 0                  | 0                  | 0                  | 0          | 0          | 0           | 0          | 12       | 0      | 0           | 0          |
| A. Lapšin     | 5                    | 0                    | 0                    | 0                    | 7                  | 0                  | 0                  | 0                  | 0          | 0          | 0           | 0          | 12       | 0      | 0           | 0          |
| V. Pavlov     | 6                    | 5                    | 0                    | 0                    | 4                  | 2                  | 0                  | 0                  | 0          | 0          | 0           | 0          | 10       | 7      | 0           | 0          |
| A. Ponomarëv  | 1                    | 0                    | 0                    | 0                    | 3                  | 1                  | 0                  | 0                  | 0          | 0          | 0           | 0          | 4        | 1      | 0           | 0          |
| A. Rëmin      | 6                    | 0                    | 0                    | 0                    | 7                  | 0                  | 0                  | 0                  | 0          | 0          | 0           | 0          | 13       | 0      | 0           | 0          |
| M. Semičastyj | 6                    | 6                    | 0                    | 0                    | 7                  | 1                  | 0                  | 0                  | 0          | 0          | 0           | 0          | 13       | 7      | 0           | 0          |
| N. Sokolov    | 0                    | 0                    | 0                    | 0                    | 1                  | -1                 | 0                  | 0                  | 0          | 0          | 0           | 0          | 1        | -1     | 0           | 0          |
| V. Smirnov    | 6                    | 5                    | 0                    | 0                    | 7                  | 5                  | 0                  | 0                  | 0          | 0          | 0           | 0          | 13       | 10     | 0           | 0          |
| V. Tererin    | 5                    | 0                    | 0                    | 0                    | 2                  | 0                  | 0                  | 0                  | 0          | 0          | 0           | 0          | 7        | 0      | 0           | 0          |
| E. Fokin      | 2                    | -3                   | 0                    | 0                    | 0                  | 0                  | 0                  | 0                  | 0          | 0          | 0           | 0          | 2        | -3     | 0           | 0          |
| M. Jakušin    | 5                    | 1                    | 0                    | 0                    | 7                  | 4                  | 0                  | 0                  | 0          | 0          | 0           | 0          | 12       | 5      | 0           | 0          |